# 蜥鳥亞綱
蜥鳥亞綱（學名：Archaeornithes）的動物是從恐龍演化出來的，是最原始的鳥類。具有鳥類特徵但並非現今鳥類的直系祖先。由於牠們非常原始，牠們會長出翼爪，顯示牠們非常古老，並存在許多恐龍有的特徵。有時候由於始祖鳥與恐龍關係密切，有生物學家會把始祖鳥當成一種爬蟲類。

## 目
- 始祖鳥目
- 孔子鳥目